# Barobo
För andra betydelser, se Barobo (olika betydelser).
Barobo (Bayan ng Barobo) är en kommun i Filippinerna. Kommunen ligger på ön Mindanao, och tillhör provinsen Surigao del Sur. Folkmängden uppgår till 36 659 invånare.

## Barangayer
Barobo är indelat i 23 barangayer.
| - Amaga - Bahi - Cabacungan - Cambagang - Causwagan - Dapdap - Dughan - Gamut - Javier - Kinayan - Mamis - Poblacion | - Guinhalinan - Rizal - San Jose - San Roque - San Vicente - Sua - Sudlon - Tambis - Talisay (bago) - Unidad - Wakat |